# ماکسیم لو فورستیه
ماکسیم لو فورستیه (فرانسوی: Maxime Le Forestier‎؛ زادهٔ ۱۰ فوریهٔ ۱۹۴۹) خواننده اهل فرانسه است. وی از سال ۱۹۶۸ میلادی تاکنون مشغول فعالیت بوده‌است.